# Callidium viridocyaneum
Callidium viridocyaneum is een keversoort uit de familie van de boktorren (Cerambycidae). De wetenschappelijke naam van de soort werd voor het eerst geldig gepubliceerd in 1963 door Linsley & Chemsak.